# Ava (Illinois)
Ava ist eine Kleinstadt (mit dem Status „City“) im Jackson County im Südwesten des US-amerikanischen Bundesstaates Illinois.
Im Jahr 2020 hatte Ava 553 Einwohner.

## Geographie
Ava, der größte Ort in der Bradley Township, erstreckt sich über drei Quadratkilometer und liegt rund 25 Kilometer östlich des Mississippi, der die Grenze zu Missouri bildet. Die Mündung des Ohio an der Schnittstelle der Bundesstaaten Illinois, Missouri und Kentucky befindet sich 125 Kilometer südlich.
Benachbarte Orte von Ava sind Campbell Hill (7 Kilometer nordwestlich), Vergennes (17 Kilometer östlich) und Oraville (13 Kilometer ostsüdöstlich).
Die nächstgelegenen größeren Städte sind St. Louis in Missouri (123 Kilometer nordwestlich), Louisville in Kentucky (370 Kilometer östlich), Tennessees Hauptstadt Nashville (371 Kilometer südöstlich) und Tennessees größte Stadt Memphis (358 Kilometer südwestlich).

## Verkehr
Die Illinois State Route 4 führt als Hauptstraße von West nach Ost durch die Stadt. Von dieser zweigt an deren nördlichen Endpunkt die Illinoi State Route 151 ab. Alle weiteren Straßen sind County Roads, weiter untergeordnete und zum Teil unbefestigte Fahrwege sowie innerörtliche Verbindungsstraßen.
Mit dem Southern Illinois Airport befindet sich rund 32 Kilometer südöstlich ein Regionalflughafen. Der nächstgelegene größere Flughafen ist der 145 Kilometer nordwestlich gelegene Lambert-Saint Louis International Airport.

## Demografische Daten
Nach der Volkszählung im Jahr 2010 lebten in Ava 654 Menschen in 134 Haushalten. Die Bevölkerungsdichte betrug 218 Einwohner pro Quadratkilometer. In den 134 Haushalten lebten statistisch je 2,3 Personen. 
Ethnisch betrachtet setzte sich die Bevölkerung zusammen aus 99,1 Prozent Weißen, 0,3 Prozent amerikanischen Ureinwohnern sowie 0,2 Prozent (eine Person) Asiaten; 0,5 Prozent stammten von zwei oder mehr Ethnien ab. Unabhängig von der ethnischen Zugehörigkeit waren 2,1 Prozent der Bevölkerung spanischer oder lateinamerikanischer Abstammung. 
23,7 Prozent der Bevölkerung waren unter 18 Jahre alt, 59,5 Prozent waren zwischen 18 und 64 und 16,8 Prozent waren 65 Jahre oder älter. 51,8 Prozent der Bevölkerung war weiblich.
Das mittlere jährliche Einkommen eines Haushalts lag bei 28.359 USD. Das Pro-Kopf-Einkommen betrug 19.554 USD. 23,2 Prozent der Einwohner lebten unterhalb der Armutsgrenze.